# Saverdun
Saverdun (okcitansko Sabardu) je naselje in občina v južnem francoskem departmaju Ariège regije Jug-Pireneji. Leta 1999 je naselje imelo 3.589 prebivalcev.

## Geografija
Naselje se nahaja v pokrajini Languedoc ob reki Ariège, 35 km severno od središča departmaja Foix.

## Uprava
Saverdun je sedež istoimenskega kantona, v katerega so poleg njegove vključene še občine La Bastide-de-Lordat, Brie, Canté, Esplas, Gaudiès, Justiniac, Labatut, Lissac, Mazères, Montaut, Saint-Quirc, Trémoulet in Le Vernet z 8.804 prebivalci.
Kanton je sestavni del okrožja Pamiers.